# Franciszek Wilkoń
Franciszek Józef Wilkoń (ur. 9 września 1896 w Jaśle, zm. 4/7 kwietnia 1940 w Katyniu) – major piechoty Wojska Polskiego.

## Życiorys
Urodził się w Jaśle, ówczesnym mieście  powiatowym Królestwa Galicji i Lodomerii, w rodzinie Franciszka i Laury z Hodorskich. Ukończył sześcioklasową szkołę realną w Tarnowie. W czasie I wojny światowej walczył w szeregach II Brygady Legionów Polskich, a następnie II Korpusu Polskiego w Rosji. 
Od 10 października 1919 do 31 marca 1920 był uczniem 22. klasy Szkoły Podchorążych. Po zakończeniu nauki został przydzielony, w stopniu podchorążego, do szwadronu zapasowego 5 Dywizjonu Żandarmerii w Krakowie na stanowisko instruktora musztry. 19 września 1921 został przeniesiony do 36 Pułku Piechoty Legii Akademickiej, a dwa miesiące później do batalionu zapasowego 17 Pułku Piechoty w Rzeszowie. We wrześniu 1922 został przeniesiony do 24 Pułku Piechoty w Łucku na stanowisko dowódcy plutonu. W lutym 1925 został przydzielony do Centralnej Szkoły Strzelniczej w Toruniu na stanowisko instruktora. W listopadzie 1930 został przeniesiony do Centrum Wyszkolenia Piechoty w Rembertowie. 4 lutego 1934 został awansowany na stopień majora ze starszeństwem z 1 stycznia 1934 i 37. lokatą w korpusie oficerów piechoty. W tym samym miesiącu został przeniesiony do 44 Pułku Piechoty w Równem, a w kwietniu wyznaczony na stanowisko dowódcy batalionu. Od 1937 ponownie pełnił służbę w CWPiech na stanowisku wykładowcy. W marcu 1939 w dalszym ciągu służył w CWPiech na stanowisku kierownika referatu taktyki Komisji Doświadczalnej.
W czasie kampanii wrześniowej 1939 roku dostał się do sowieckiej niewoli. Przebywał w obozie w Kozielsku. Między 4 a 7 kwietnia 1940 roku został zamordowany przez funkcjonariuszy NKWD w Katyniu i tam pogrzebany. Od 28 lipca 2000 roku spoczywa na Polskim Cmentarzu Wojennym w Katyniu.
5 października 2007 minister obrony narodowej Aleksander Szczygło mianował go pośmiertnie na stopień podpułkownika. Awans został ogłoszony 9 listopada 2007, w Warszawie, w trakcie uroczystości „Katyń Pamiętamy – Uczcijmy Pamięć Bohaterów”.

## Ordery i odznaczenia
- Krzyż Niepodległości (16 września 1931)[15]
- Krzyż Walecznych
- Srebrny Krzyż Zasługi (25 maja 1929)[16]
- Medal Zwycięstwa („Médaille Interalliée”)[17]